# Simeon Bellison
Pour les articles homonymes, voir Bellison.
Simeon Bellison, né le 4 septembre 1881 à Moscou et mort le 4 mai 1953 à New York, est un clarinettiste et compositeur russe naturalisé américain, après s'être installé aux États-Unis en 1921.

## Biographie
Fils d'un chef de musique, Simeon Bellison commence à étudier la clarinette avec son père à l'âge de 9 ans. Environ un an plus tard, il rejoint de façon précoce non seulement la fanfare des pompiers volontaires de son père, mais aussi plusieurs fanfares militaires.
Lorsque le directeur du conservatoire et futur chef d'orchestre de l'Orchestre philharmonique de New York, Vassili Safonov, entend jouer Simeon Bellison, âgé de 11 ans, il s'arrange pour que le jeune prodige rejoigne la classe de clarinette du professeur Joseph Friedrich au conservatoire de Moscou. Après sept ans d'études, Simeon obtient son diplôme avec les honneurs et commence sa carrière de musicien et d'enseignant. 
Il obtient rapidement des postes de première clarinette dans les meilleurs orchestres symphoniques et d'opéra à Moscou et à Petrograd à partir de 1904.
Vers 1902, Simeon Bellison commence à partir en tournée et à organiser plusieurs ensembles de chambre. 
Il écrit un court roman dénommé Jivoglot, une œuvre de fiction autobiographique, publiée en feuilleton dans la revue The Clarinet ; il raconte les aventures d'un musicien itinérant ballotté par un ensemble d'entrepreneurs, d'imprésarios et d'agents - une histoire que semblent revivre les musiciens en tournée de toutes les époques, tout en donnant son regard culturel sur la Russie de la fin du tsarisme.
Vers 1918, Simeon Bellison part pour une tournée mondiale avec la formation de chambre Zimro (« chant » en hébreu), constituée d'un quatuor à cordes (avec notamment Joseph Cherniavsky (en) au violoncelle), d'une clarinette et d'un piano. Cette tournée lui a  permis d'éviter les troubles politiques et économiques de la Russie après la révolution. 
En 1920, la tournée passant par les États-Unis reçoit de bonnes critiques. On propose alors à Simeon Bellison le poste de première clarinette au New York Philharmonic, poste qu'il occupera jusqu'au printemps 1948. Au cours de cette nouvelle carrière, il s'associe à un grand nombre d'ensembles de chambre aux États-Unis et au Canada, et se produit également comme soliste avec des chefs d'orchestre respectés aux États-Unis, au Canada, en Europe et en Asie. 
Installé à New York, Simeon Bellison enseigne à de nombreux élèves venant des États-Unis et d'Europe, comme à Benny Goodman ou Kalman Bloch (en). Il est naturalisé américain en 1921. 
Arrangeur pour clarinette largement publié et organisateur, Simeon Bellison crée un chœur de clarinettes (incluant des femmes et toute la famille des clarinettes) à New York ; de huit membres au départ, la taille du groupe est passée à 75 membres en 1948. Cet ensemble a effectué avec succès une tournée aux États-Unis en 1927. Les archives en ligne du Philharmonique contiennent des documents relatifs à la direction par Bellison de son ensemble de clarinettes parrainé par le Philharmonique, notamment diverses clarinettes appartenant au Philharmonique pour l'usage du groupe, des polices d'assurance et la vente de nombre d'entre elles en 1943.
Après avoir joué comme première clarinette dans le célèbre ensemble new-yorkais de Bellison, il obtient le poste de première clarinette à l'Orchestre philharmonique de Los Angeles, jouant pendant de nombreuses années sous la direction de chefs d'orchestre légendaires. 
Il transmet à sa fille Michele Zukovsky (en) son style et sa sonorité ; elle deviendra clarinettiste principale de l'Orchestre philharmonique de Los Angeles.
Il jouait sur des clarinettes en système Oehler. 
Simeon Bellison décéde à New York en 1953.
Les archives de Simeon Bellison et de l'ensemble Zimro sont conservées à la bibliothèque de l'Académie de musique Rubin à Jérusalem.

## Ouverture sur des thèmes juifsde Prokofiev
À la mi-octobre 1919, Sergei Prokofiev écrit dans son journal : « Cherniavsky et Bellison montraient des thèmes juifs, certains semblaient flasques, mais d'autres assez bons. En prenant le matériel et en rentrant chez moi, j'ai immédiatement décidé d'écrire une Ouverture sur des thèmes juifs pour piano, quatuor et clarinette, c'est-à-dire pour leur ensemble. J'ai travaillé toute la journée et à la fin, j'avais avalé toute l'ouverture. Bien sûr, il reste quelques détails, mais c'est le squelette complet. Si maintenant, en deux jours, je mettais de l'ordre dans l'ensemble et dans l'instrumentation, cela sortirait bientôt. » Il s'agit de la première œuvre du compositeur pour ensemble de chambre.
L'ouverture sur des thèmes juifs, op. 34, a été créée par l'ensemble Zimro au Bohemian Club de New York le 2 février 1920. Prokofiev était au piano. Puis, au cours de la même année 1920, l'ouverture a été représentée avec succès le 22 mars à Chicago et le 2 avril à Baltimore.
En 1934, Prokofiev a arrangé l'ouverture pour une exécution pour orchestre, la désignant dans le recueil de ses œuvres comme Op. 34 bis. La partition de l'Ouverture sur des thèmes juifs, Op. 34, a été publiée par A. Gutheil en 1922, et sa version pour orchestre symphonique, Op. 34 bis, y a été publiée en 1935.

## Enregistrements
- Recordings of the Mozart Clarinet Quintet, Concert Rondo and Beethoven's Don Giovanni Variations re-released on the Grenadillamusic.com label
- William G. King, The Philharmonic-Symphony Orchestra of New York, (New York, 1940)
- The Simeon Bellison Clarinet Legacy [double CD][4]